# Saint-Laurent-la-Vernède
Saint-Laurent-la-Vernède är en kommun i departementet Gard i regionen Occitanien i södra Frankrike. Kommunen ligger i kantonen Lussan som tillhör arrondissementet Nîmes. År 2022 hade Saint-Laurent-la-Vernède 707 invånare.

## Befolkningsutveckling
Antalet invånare i kommunen Saint-Laurent-la-Vernède
Referens:INSEE